# Liste der Naturdenkmale in Rot am See
| Naturdenkmale | Anzahl |
| ------------- | ------ |
| FND           | 17     |
| END           | 13     |
| Gesamt        | 31     |

Die Liste der Naturdenkmale in Rot am See nennt die verordneten Naturdenkmale (ND) der im baden-württembergischen Landkreis Schwäbisch Hall liegenden Gemeinde Rot am See. In Rot am See gibt es insgesamt 30 als Naturdenkmal geschützte Objekte, davon 17 flächenhafte Naturdenkmale (FND) und 13 Einzelgebilde-Naturdenkmale (END).
Stand: 1. November 2016.

## Flächenhafte Naturdenkmale (FND)
| Name                                           | Bild | Kennung     | Einzelheiten | Position | Fläche Hektar | Datum         |
| ---------------------------------------------- | ---- | ----------- | ------------ | -------- | ------------- | ------------- |
| Birkenbruch nördl. Kühnhard                    | BW   | 81270710018 | Rot am See   | ⊙        | 0,3           | 24. Okt. 1983 |
| Bruchwald an der Bahnlinie                     | BW   | 81270710034 | Rot am See   | ⊙        | 1,0           | 24. Mai 1989  |
| Doline im Gewann Gärtlesäcker                  | BW   | 81270710012 | Rot am See   | ⊙        | 0,1           | 24. Mai 1989  |
| Eichenhain am Wasserturm                       | BW   | 81270710015 | Rot am See   | ⊙        | 0,4           | 24. Okt. 1983 |
| Eichenhain mit Wiese                           | BW   | 81270710013 | Rot am See   | ⊙        | 4,1           | 24. Okt. 1983 |
| Forchenhölzchen in der Wolfsstaude             | BW   | 81270710010 | Rot am See   | ⊙        | 0,1           | 16. Sep. 1985 |
| Heidefläche mit Gehölzbestand bei Kleinansbach | BW   | 81270710032 | Rot am See   | ⊙        | 1,6           | 24. Mai 1989  |
| Heidewald                                      | BW   | 81270710019 | Rot am See   | ⊙        | 2,0           | 24. Okt. 1983 |
| Lindengruppe bei Kleinansbach                  | BW   | 81270710020 | Rot am See   | ⊙        | 0,1           | 24. Okt. 1983 |
| Naturschutzteich                               | BW   | 81270710014 | Rot am See   | ⊙        | 0,3           | 24. Okt. 1983 |
| Pfeiffersee                                    | BW   | 81270710024 | Rot am See   | ⊙        | 1,0           | 24. Okt. 1983 |
| Pflanzenstandort „Einsiedel“                   | BW   | 81270710022 | Rot am See   | ⊙        | 2,0           | 24. Okt. 1983 |
| Sumpf im Streiwasen                            | BW   | 81270710025 | Rot am See   | ⊙        | 0,7           | 24. Okt. 1983 |
| Teich bei Herbertshausen                       | BW   | 81270710011 | Rot am See   | ⊙        | 0,1           | 16. Sep. 1985 |
| Teich im Burgholz                              | BW   | 81270710027 | Rot am See   | ⊙        | 0,1           | 24. Okt. 1983 |
| Weiher mit 2 Eichen                            | BW   | 81270710026 | Rot am See   | ⊙        | 0,1           | 24. Okt. 1983 |
| Tongrube Reubach                               | BW   | 81270710030 | Rot am See   | ⊙        | 3,6           | 3. März 2020  |
| Legende für Naturdenkmal                       |      |             |              |          |               |               |